# Arsenal (Wien)

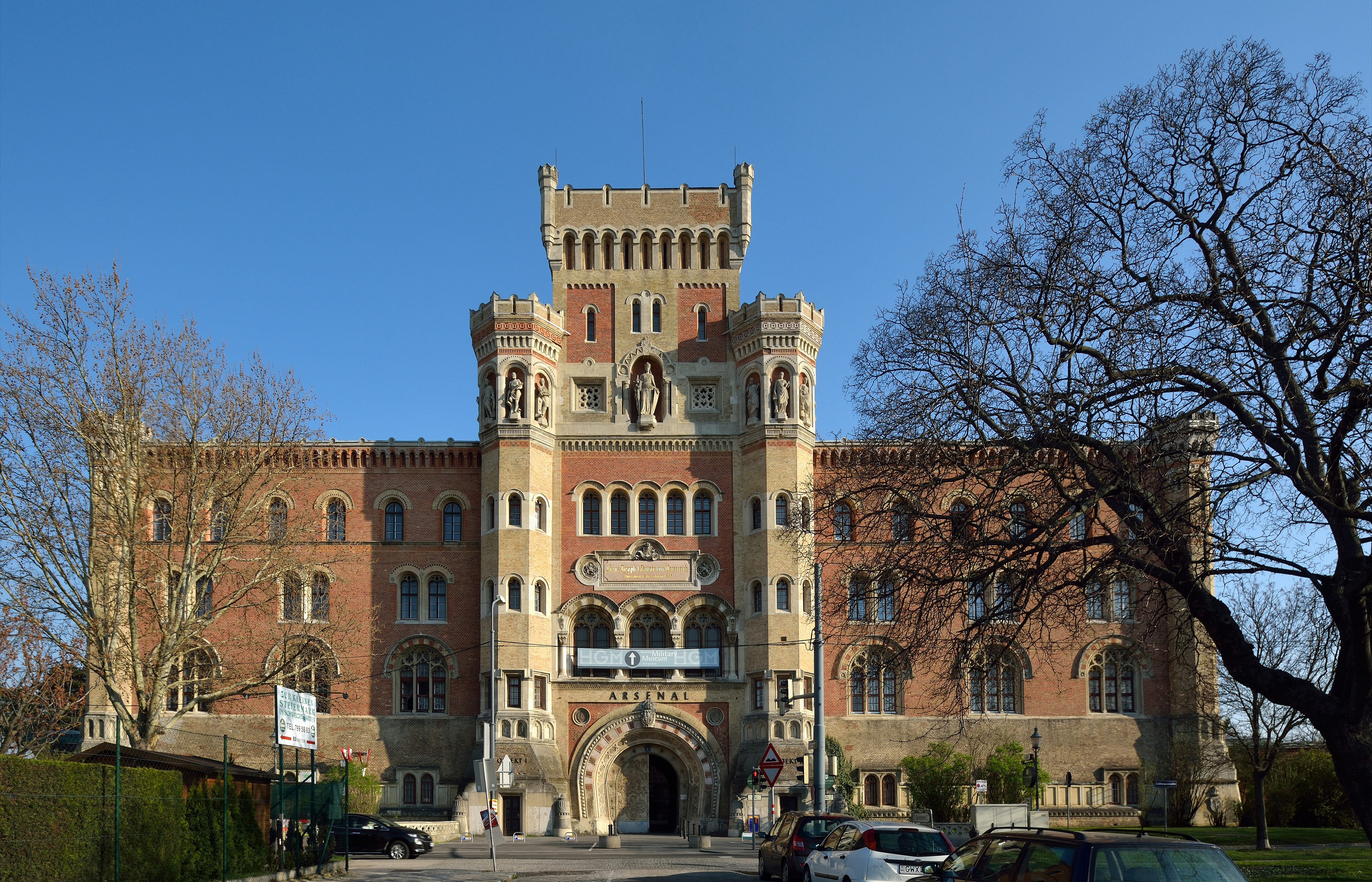
Wiener Arsenal: Objekt 1, das ehemalige Kommandanturgebäude an der Ghegastraße, heute Wohnhaus mit Büros, Durchgangsmöglichkeit zum Heeresgeschichtlichen Museum

Das Arsenal in Wien ist ein ehemals militärischer Gebäudekomplex im Südosten der Stadt, im 3. Wiener Gemeindebezirk gelegen.
Die mächtige, aus mehreren Backsteinbauten bestehende Anlage befindet sich auf einem rechteckigen Grundriss auf einer Anhöhe südlich des Landstraßer Gürtels.

## Bedeutung
Das Arsenal ist die bedeutendste profane Baugruppe des Romantischen Historismus in Wien und wurde in italienisch-mittelalterlichen bzw. byzantinisch-maurischen Formen ausgeführt. Im Wesentlichen ist die Anlage in ihrer ursprünglichen Form erhalten; lediglich die ehemaligen Werkstättengebäude innerhalb der begrenzenden, von außen sichtbaren Trakte wurden durch Neubauten ersetzt.

## Geschichte bis 1945

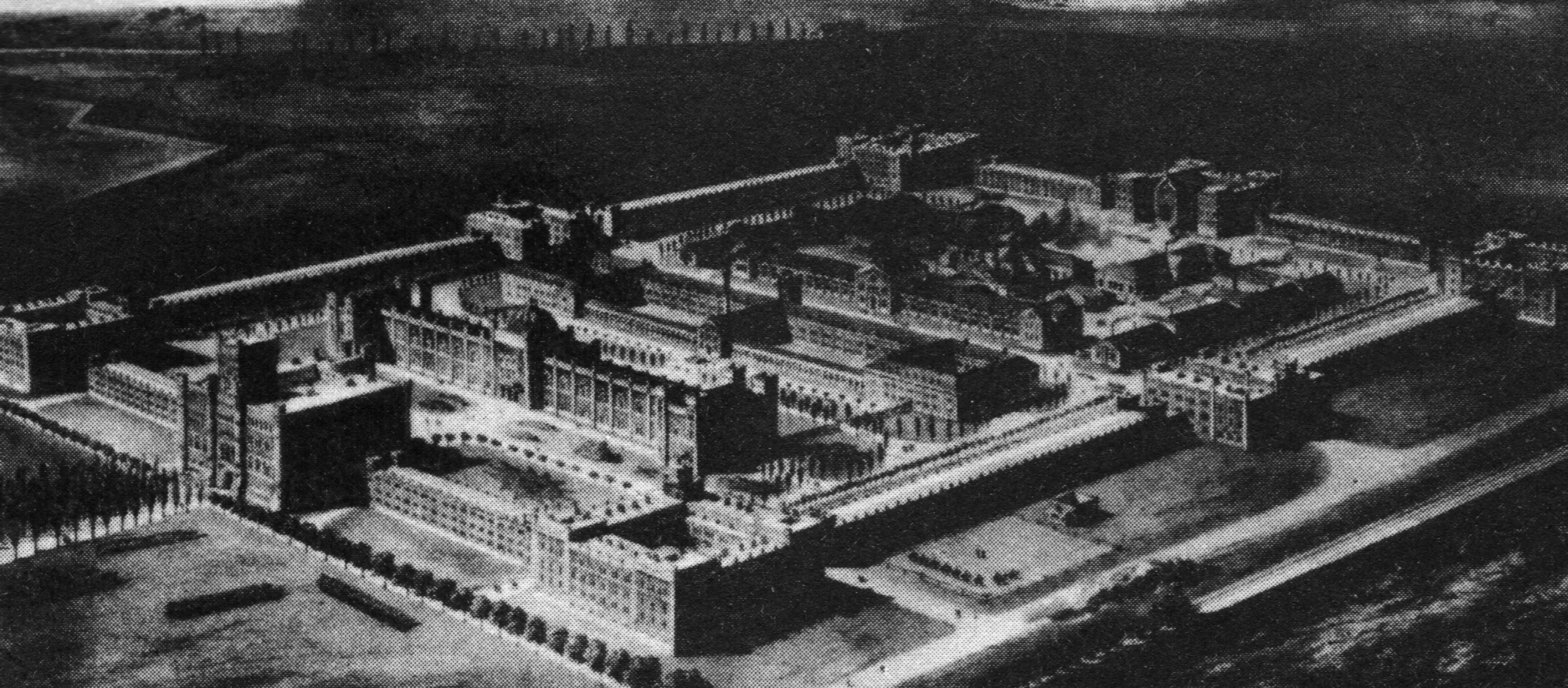
Vogelschau des Arsenalkomplexes, Blick Richtung Osten, Lithografie, Alexander Kaiser, 1855

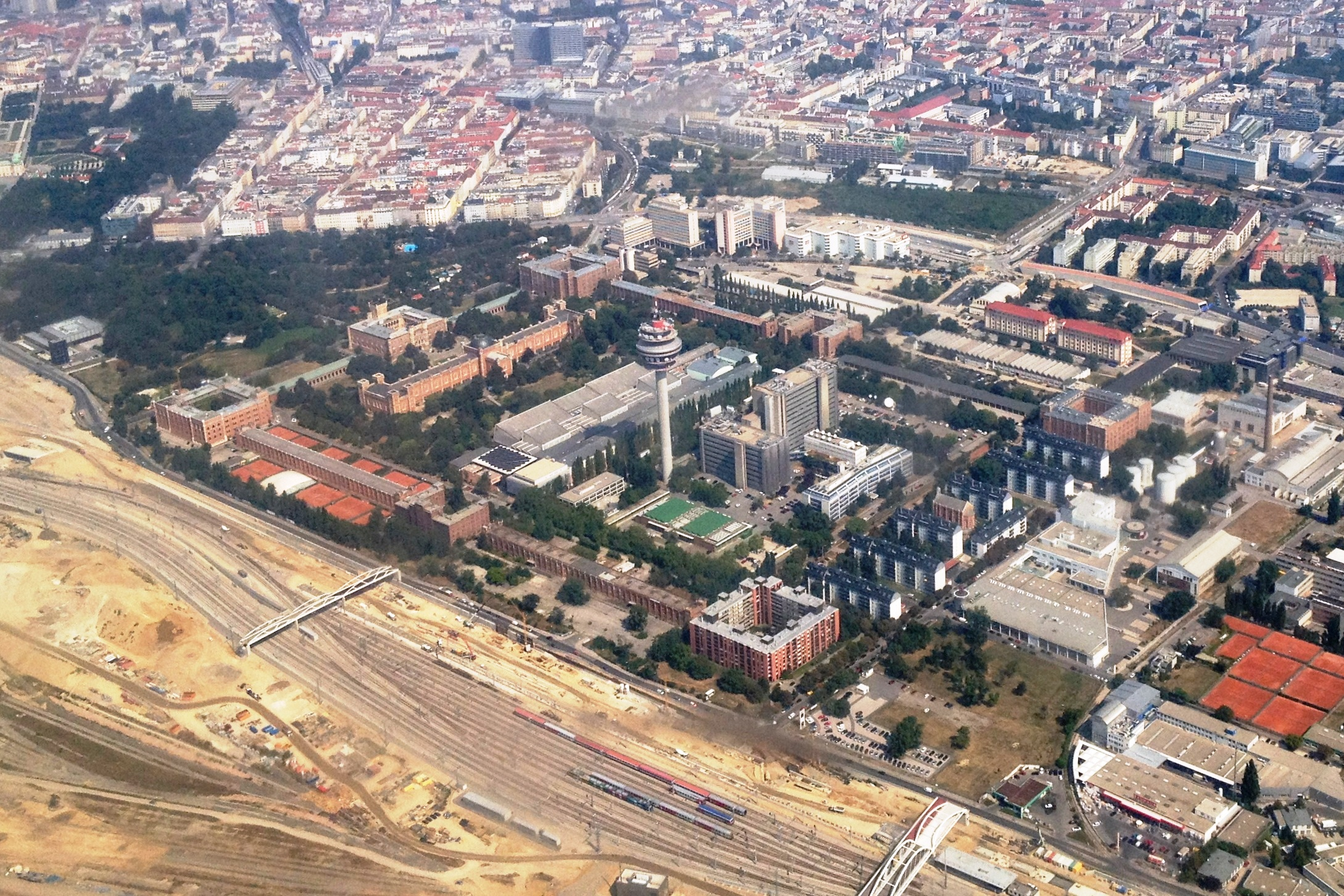
Luftbild von 2013, links vorne die Baustelle des Wiener Hauptbahnhofes

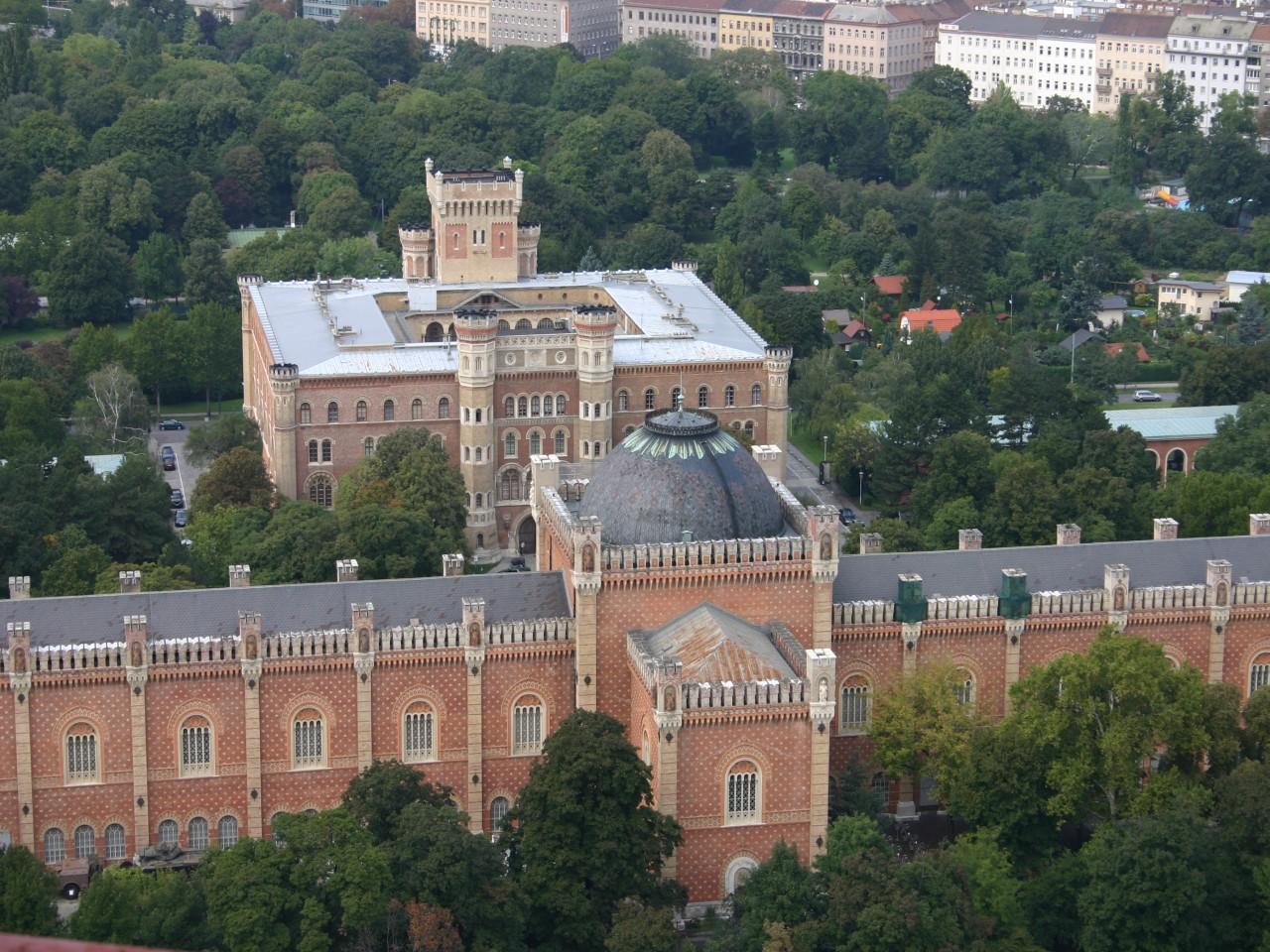
Wiener Arsenal: Heeresgeschichtliches Museum (Objekt 18), dahinter ehemaliges Kommandanturgebäude (Objekt 1), dahinter Schweizergarten und Landstraßer Gürtel

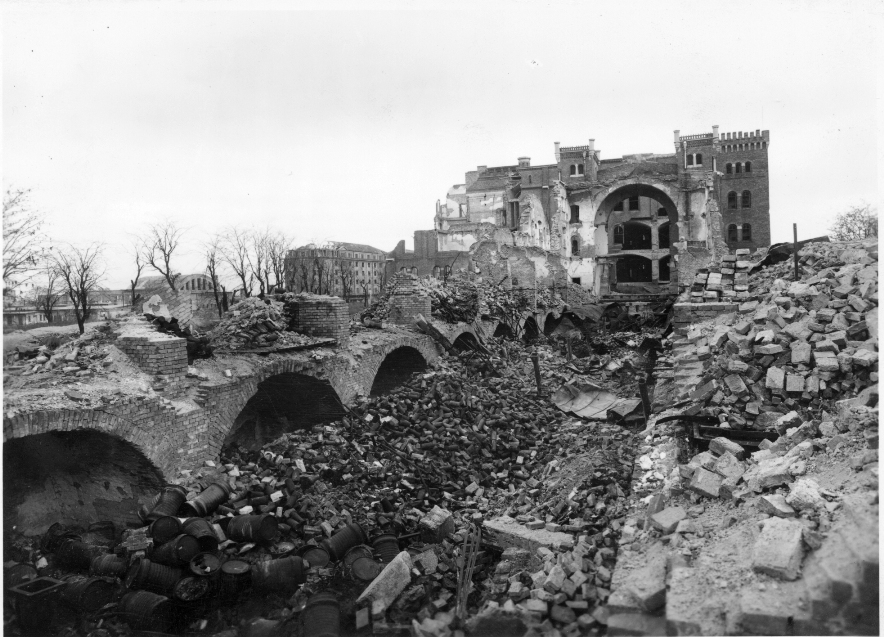
Ruine des Objekts 15 (nordöstlich neben dem Heeresgeschichtlichen Museum) nach den Luftangriffen 1944

Die Anlage mit insgesamt 31 „Objekten“ (Gebäuden) wurde aus Anlass der Märzrevolution 1848 von 1849 bis 1856 erbaut und war der erste Bau des die alte Wiener Stadtmauer ablösenden Festungsdreiecks mit der Rossauer Kaserne und der heute nicht mehr existierenden Franz-Joseph-Kaserne am Stubenring. Die im heutigen 9. Bezirk gelegene Gewehrfabrik von 1785 war Vorläufer der Einrichtung. Die Bauten sollten nicht dazu dienen, äußere Feinde von der Stadt abzuhalten, sondern die Staatsmacht für den Fall revolutionärer Erhebungen in Wien absichern. Die Entscheidung zum Bau des Arsenals traf der 19-jährige, am 2. Dezember 1848 auf den Thron gelangte Kaiser Franz Joseph I.
Der Entwurf für das k. k. Artillerie-Arsenal stammte von General-Artillerie-Director Vincenz Freiherr von Augustin, dem in weiterer Folge auch die Bauleitung übertragen wurde. Unter seiner Führung wurden die Bauwerke unter Zuweisung von Sektoren von den Architekten Carl Roesner, Antonius Pius de Riegel, August Sicard von Sicardsburg, Eduard van der Nüll, Theophil von Hansen und Ludwig Förster geplant und von der Firma des Baumeisters Leopold Mayr gebaut.
Von 1853 bis 1856 wurde nach den Plänen des Architekten Carl Roesner die Arsenalkirche gebaut. Das k.k. Hof-Waffenmuseum, später k.k. Heeresmuseum (ab 1889 k.u.k. Heeresmuseum), heute Heeresgeschichtliches Museum, in einem eigenen, repräsentativen, freistehenden Trakt untergebracht, wurde baulich 1856 fertiggestellt, war aber erst 1869 erstmals zugänglich.
Für den Bau des Arsenals wurden 177 Millionen Ziegel verbaut. Die Baukosten beliefen sich auf insgesamt 8,5 Millionen Gulden. In der Folgezeit gab es immer wieder Erweiterungen.
Von 1869 bis 1907 beherbergte das Arsenal die k.u.k. Artilleriekadettenschule. Ihre Schulgebäude lagen am Südostrand des Arsenalgeländes und umschlossen auf drei Seiten die Arsenalkirche. Im Oktober 1900 wurde in Traiskirchen mit dem Bau einer neuen Artilleriekadettenschule begonnen, welche 1907 die bisherige Artilleriekadettenschule im Wiener Arsenal ersetzte.
Während der beiden Weltkriege diente der Gebäudekomplex des Wiener Arsenals als Waffenfabrik und Waffendepot, vor allem aber als Kaserne. Der Personalhöchststand im Arsenal wurde im Ersten Weltkrieg mit rund 20.000 Beschäftigten erreicht. Nach 1918 wurde der militärisch-industrielle Betrieb mit eigenem Stahlwerk in eine Gemeinwirtschaftliche Anstalt mit dem Namen „Österreichische Werke Arsenal“ umgewandelt. Es gab aber nahezu unlösbare Konversionsprobleme beim Übergang zur Friedensproduktion, die Produktpalette war zu groß und die Misswirtschaft beträchtlich. Die Mitarbeiterzahl sank kontinuierlich, und das Unternehmen wurde zu einem der großen wirtschaftlichen Skandalfälle der Ersten Republik.
Bis zum Herbst 1938 gehörte das Areal zum 10. Bezirk, Favoriten. Als jedoch während des „Dritten Reichs“ der Reichsgau Groß-Wien errichtet wurde, wurden der Arsenalkomplex und die südöstlich davon gelegenen Gebiete im Zuge von Bezirksgrenzenänderungen Teile des 3. Bezirks.
Während des Zweiten Weltkrieges wurden im Arsenal Panzerreparaturwerkstätten der Waffen-SS eingerichtet. In den letzten beiden Kriegsjahren wurden mehrere Gebäude durch Bombentreffer schwer beschädigt. Im Verlauf der Schlacht um Wien, in den Tagen vom 7. bis 9. April 1945, war das Arsenal, von der 3. SS-Panzer-Division „Totenkopf“ verteidigt, Brennpunkt der Kämpfe, wobei die Rote Armee vor ihrem Sieg hohe Verluste zu verzeichnen hatte.

## Geschichte ab 1945

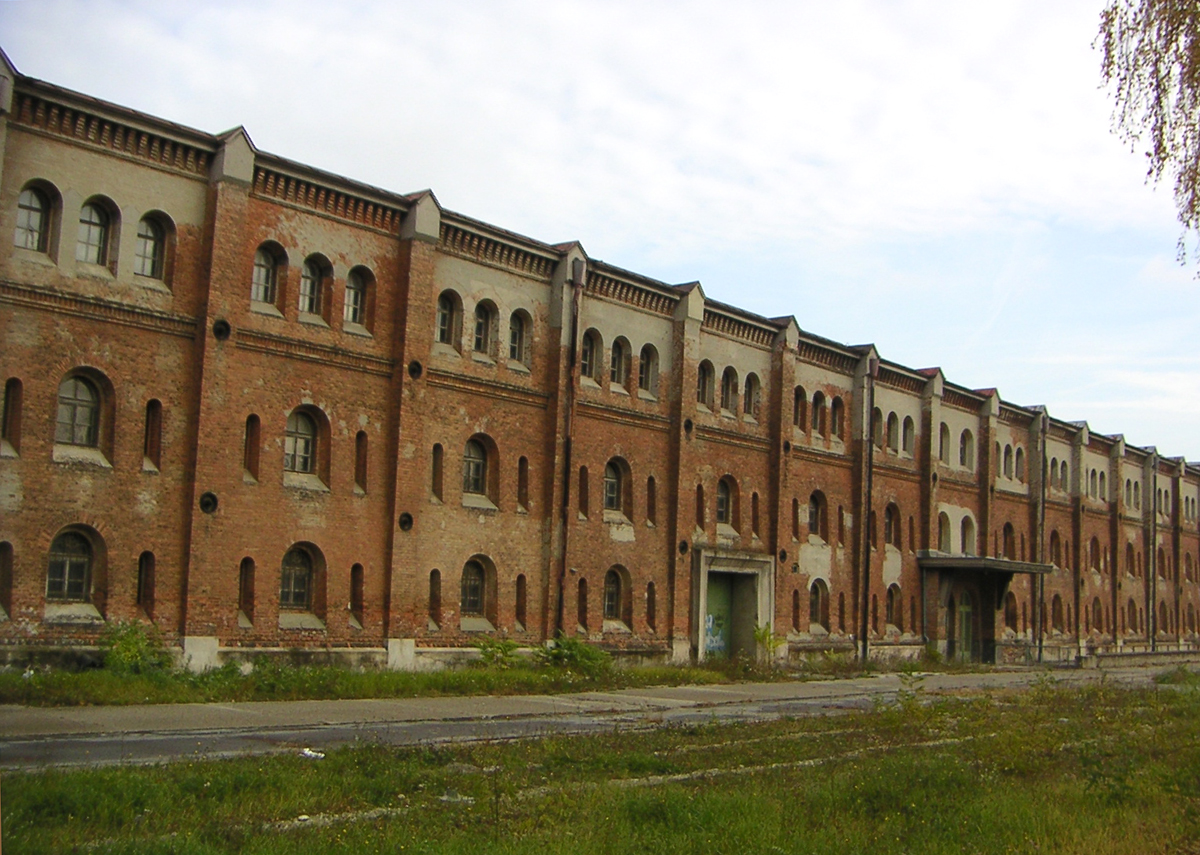
Es gibt drei langgestreckte Depotgebäude (Objekte 4, 6 und 15), hier das Objekt 6 an der Arsenalstraße

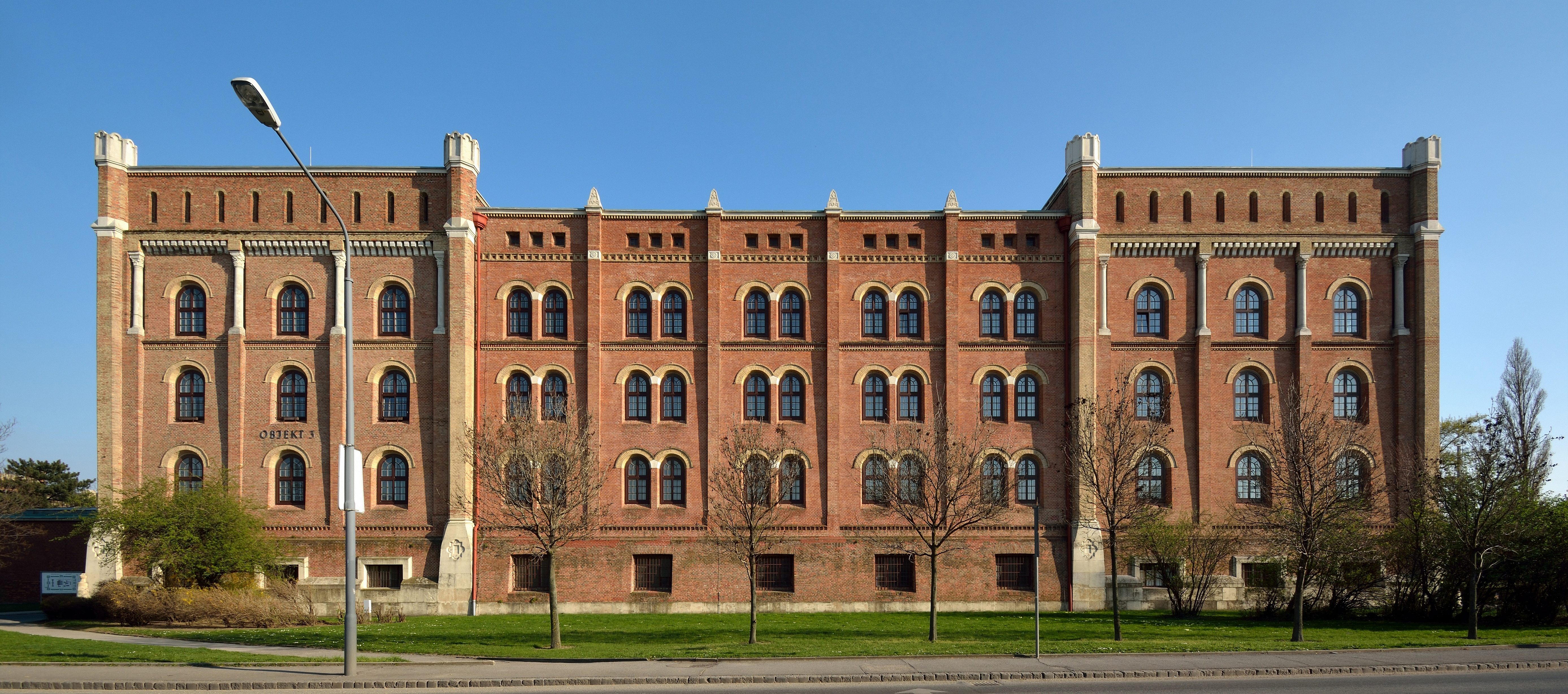
Arsenal Objekt 3, Ecke Ghegastraße / Arsenalstraße (heute Wohnhaus)

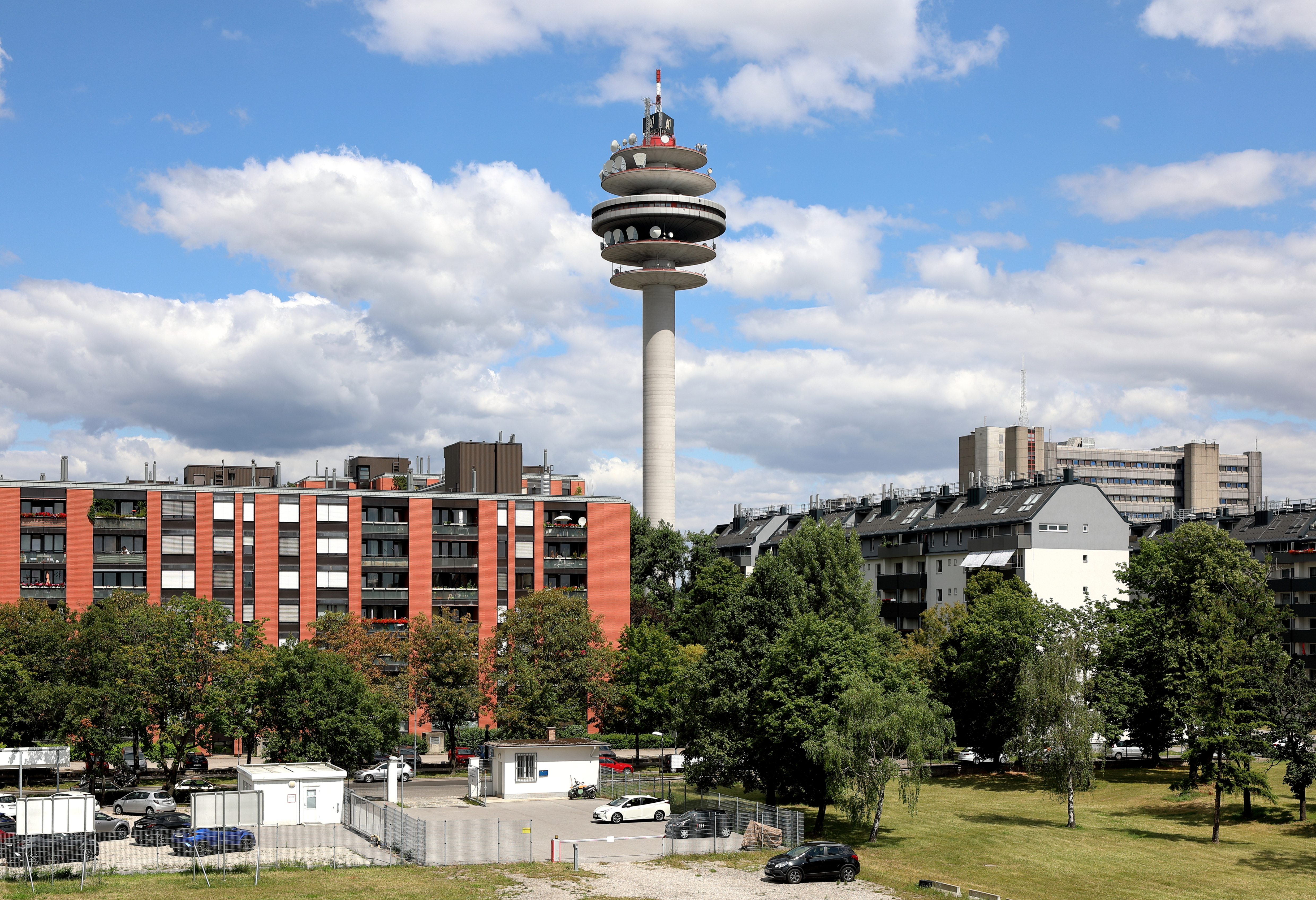
Der Richtfunkturm, Teil des von 1973 bis 1978 errichteten Fernmeldezentrums an der Adresse Arsenal 22

Nach schweren Bombenschäden im Laufe des Zweiten Weltkrieges wurden die Gebäude des Arsenals weitgehend in den ursprünglichen Formen wiederhergestellt.
Im südlichen Teil und im ehemaligen Innenhof des Arsenals kamen mehrere Neubauten hinzu, darunter 1959 bis 1963 die Dekorationswerkstätten der Bundestheater nach den Plänen der Architekten Erich Boltenstern und Robert Weinlich. Rund um das Objekt 4 entstand 1960 das Tenniszentrum Arsenal, das bis heute zu einer der größten Tennisanlagen Wiens gehört. Von 1961 bis 1963 wurde das Fernmeldezentralamt nach den Plänen des Architekten Fritz Pfeffer errichtet. Von 1973 bis 1975 wurden Betriebs- und Bürogebäude der Post- und Telegraphendirektion für Wien, Niederösterreich und das Burgenland (heute Technologiezentrum Arsenal der Telekom Austria) mit dem 150 Meter hohen Funkturm Wien-Arsenal nach den Plänen des Architekten Kurt Eckel gebaut. In den 1990er Jahren wurde nach Plänen von Gustav Peichl eine
Probebühne des Burgtheaters errichtet, und im Jahr 2012 kam die 
Probebühne für die Wiener Staatsoper, errichtet nach den Plänen von Kiskan-Kaufmann + Venturo ZT Architekten, hinzu.
Auch das Österreichische Forschungs- und Prüfzentrum Arsenal, nunmehr Arsenal Research, das sich durch eine der größten Klimakammern weltweit (inzwischen nach Floridsdorf übersiedelt, siehe Rail Tec Arsenal) einen Namen gemacht hat, war in dem Komplex untergebracht. Ein kleinerer Teil der Anlage wird auch heute noch vom österreichischen Bundesheer als Kaserne genutzt. Des Weiteren sind die Zentraldesinfektionsanstalt der Stadt Wien, das Chemische Zentrallabor des Bundesdenkmalamtes und das Wirtschaftsforschungsinstitut im Arsenal untergebracht. Das Heeresgeschichtliche Museum nutzt mehrere Objekte als Depots.
Die Objekte 1, 2, 3, 5, 12, 14, 15 und 16 wurden zu Wohngebäuden umgebaut. Die Objekte 7 bis 11 wurden als Wohngebäude neu errichtet. Das Arsenal bildet einen eigenen, zwei Zählsprengel umfassenden Zählbezirk, der laut Volkszählung 2001 2.058 Einwohner hatte.
Ende 2003 wurde das Arsenal im Zusammenhang mit anderen Liegenschaften von der staatlichen Bundesimmobiliengesellschaft (BIG) an eine private Investorengruppe verkauft. Seit Anfang 2006 sind der Badener Anwalt Rudolf Fries und der Industrielle Walter Scherb Mehrheitseigentümer der 72.000 m2 großen historischen Anlage, die sie sanieren und nach Möglichkeit neu vermieten wollen. Fries plant auch, die vorhandene Wohnfläche um mehr als die Hälfte (etwa 40.000 m2) zu vergrößern.
Einige Objekte wurden seit 2010 für die Nutzung durch die Technische Universität Wien adaptiert: Objekt 227, die so genannte „Panzerhalle“, wird Labors des Instituts für Fahrzeugantriebe und Automobiltechnik beherbergen. Im Objekt 221, der „Siemens-Halle“, sind Labors des Instituts für Energietechnik und Thermodynamik sowie des Instituts für Fertigungstechnik und Photonische Technologien eingerichtet. Im Objekt 214 ist neben der Technischen Versuchs- und Forschungsanstalt (TVFA) auch die zweite und die dritte Ausbaustufe des „Vienna Scientific Cluster“ untergebracht, eines Supercomputers, der gemeinsam von der TU Wien, der Universität Wien und der Universität für Bodenkultur errichtet wurde.
Auf dem Gelände errichtete Wien Energie 2013–2015 das neue Fernheizwerk Arsenal, Österreichs größtes fossil befeuertes Heizwerk, mit einer Leistung von 340 MW. Die Anlage arbeitet mit zwei Kesseln, diese können mit Erdgas oder Heizöl befeuert werden. Ca. 70.000 Haushalte können so mit Fernwärme versorgt werden.
Im Dezember 2024 bezog das Österreichische Filmmuseum eine 1.500 Quadratmeter umfassende Anlage für das Depot und die Digitallabors im Arsenal. Die alte Anlage in der Heiligenstädter Straße soll aufgelassen und in die neue Anlage übersiedelt werden.

## Verkehrsanbindung
Das Arsenal wurde historisch vor allem über den Landstraßer Gürtel erschlossen. Heute verläuft südöstlich in unmittelbarer Nähe die Südosttangente genannte Stadtautobahn A23 mit ihrem Anschluss Gürtel / Landstraßer Hauptstraße. Südwestlich des Areals verläuft die Ostbahn, der neue Wiener Hauptbahnhof schließt im Westen an das Arsenal an. Zwei neue Brücken über die Ostbahn, der Arsenalsteg und die Südbahnhofbrücke, und eine Unterführung im Zuge von Ghegastraße und Alfred-Adler-Straße stellen die Verbindung zum jenseits der Bahnanlagen gelegenen Sonnwendviertel im 10. Bezirk her, das auf dem ehemaligen Areal des Frachtenbahnhofs Wien Südbahnhof errichtet wird.
Stadtzentrumsseitig befindet sich zwischen Arsenal und Landstraßer Gürtel der ehemalige Maria-Josefa-Park, heute Schweizergarten genannt. Hier steht an der Arsenalstraße das 21er Haus, eine Dependance der Österreichischen Galerie Belvedere, Anfang 2018 in Belvedere 21 umbenannt. Am zentrumsseitigen Rand des Schweizergartens hat die stark befahrene S-Bahn-Stammstrecke die Haltestelle Wien Quartier Belvedere, an der auch die von den Wiener Linien betriebenen Straßenbahnlinien D, 18, und O halten. Die Buslinie 69A verbindet das Arsenal über die Arsenalstraße und das Sonnwendviertel mit dem Wiener Hauptbahnhof.